# Razzo Qassam M75
Il razzo Qassām M75 (in arabo M75 صاروخ القسام‎?, Ṣārūkh al-Qassām M75), artigianalmente costruito a Gaza dagli ingegneri di Ḥamās e di cui sono state dotate le sue Brigate ʿIzz al-Dīn al-Qassām, è un ordigno esplosivo della gittata di circa 70-75 chilometri, in grado perciò di essere lanciato dalla Striscia di Gaza e di colpire le città israeliane di Beersheba, Ashkelon, Gerusalemme e la stessa Tel Aviv.
Sembra che tali razzi debbano la loro sigla all'esponente di Hamas a Gaza, Ibrāhīm al-Maqadma (1952 – 8 marzo 2003), e alla loro gittata, e che abbiano trovato il loro impiego ufficiale nel novembre del 2012, subito dopo l'omicidio mirato del comandante di Hamas a Gaza, Aḥmad al-Jaʿbarī, attuato dall'Aeronautica israeliana e dallo Shin Bet, il 14 novembre 2012 nella stessa capitale della Striscia.
Come le precedenti versioni del razzo Qassam, anche l'M75 non sembra dotato di alcun sistema di guida e che non sia quindi in grado di colpire con sufficiente precisione l'obiettivo ma la sua gittata (circa il doppio delle precedenti versioni del Qassam) lo ha reso un'arma ben più temibile degli altri razzi, il cui raggio d'azione oscilla tra i 10 e i 45 chilometri.
Il Primo ministro israeliano Benjamin Netanyahu ha dichiarato il 18 novembre 2012 che circa un migliaio di M75 erano stati lanciati contro obiettivi israeliani e che almeno la metà di essi erano stati comunque intercettati e distrutti dal sistema missilistico di difesa Iron Dome prima che potessero esplodere al suolo. La cifra sembra in stretto collegamento logico col migliaio di obiettivi colpiti dalle forze israeliane a Gaza (Operazione Pilastro di difesa), secondo le dichiarazioni rese alla stampa dallo stesso Primo ministro.